# Club Natació Sabadell (sección de baloncesto)
La sección de baloncesto del Club Natació Sabadell se fundó en el año 1930 debido a que los waterpolistas y nadadores de la entidad no podían practicar sus respectivos deportes acuáticos a causa de las bajas temperaturas en épocas invernales, pues en aquellos años el club no contaba con piscina de agua climatizada.
En la actualidad cuenta con más de 200 jugadores y jugadoras, repartidos entre las categorías de Escuela de Baloncesto y Sénior, compitiendo en el ámbito autonómico de Cataluña.

## Historia

### Los orígenes: De 1930 a 1950
En los primeros años el enfoque de la sección de baloncesto fue puramente social, con la organización de torneos y campeonatos para los socios del club y aficionados al deporte de la canasta que iban en aumento en los años previos a la Guerra Civil Española.
Durante la Guerra Civil la actividad de la sección de baloncesto prácticamente desapareció y no se fue recuperando hasta unos años más tarde con nuevos torneos de índole social que llevaron a la junta del club a organizar el primer equipo federado en 1945 destacando entre los primeros jugadores del equipo a Joan Serra, waterpolista olímpico , considerado uno de los mejores porteros internacionales y olímpico en esta disciplina en 1948 y 1952.

### Consolidación como el primer club de la ciudad: De 1950 a 1970
A partir de los años 50, el baloncesto del Club Natació Sabadell fue creciendo en importancia en la ciudad, aunque siempre a la sombra del potente Orillo Verde, que jugaba en la máxima competición estatal con un nutrido número de jugadores sabadellenses que antes o después acababan pasando por el club nadador, elevando progresivamente su nivel deportivo.
En 1962, a consecuencia de la desaparición del Orillo Verde, algunos de su jugadores se integraron en el C.N. Sabadell, con lo que se convirtió en la entidad deportiva más potente de la ciudad: ese mismo año, consiguió clasificarse para la final del Campeonato de España Juvenil, disputada en Madrid, siendo eliminados por el propio Real Madrid; además, pudo permanecer muchos años en la dura división de Segunda Nacional de la época.

### Primer intento de profesionalización y sus consecuencias
Tras varias temporadas entre la Segunda y Tercera división Nacional, el equipo sénior se proclamó Campeón de España de Tercera Nacional en 1973, tras superar a La Casera de Lugo en la final. Debido a este éxito, en la temporada 1973-74 y con el apoyo de la marca comercial Lindcolor, el club se propuso ascender a Primera División, y para ello concretó el fichaje de varios jugadores destacados de la categoría, sobresaliendo entre todos ellos el norteamericano Dennis Grey, que procedía del baloncesto italiano y fue una sensación en la liga. El ascenso no se pudo materializar debido a que el CB l’Hospitalet acabó consiguiendo la primera plaza final que daba derecho a ascender a la máxima categoría.
Tras el fracaso que supuso para toda la estructura de la sección no conseguir el ascenso, la junta del club decidió dar un paso atrás y competir en la Tercera Nacional (años más arde conocida como Primera Autonómica) con jugadores de la cantera durante prácticamente todo el decenio siguiente.

### La etapa 'Caixa Sabadell'
En la temporada 1984-85, la sección de baloncesto del Club Natació Sabadell se profesionalizó con la llegada de un patrocinador tan potente como Caixa de Sabadell que permitió un importante aumento del presupuesto que se tradujo en fichajes de jugadores y entrenadores de primer nivel. Al frente de esta estructura estaba como director técnico Josep Lluís y los resultados no tardaron en llegar ascendiendo ininterrumpidamente hasta la Primera División ‘B’ tras proclamarse campeones de España de Segunda Nacional en Cádiz a las órdenes del entrenador Miguel López Abril. En esta plantilla de la temporada 1987-88 cabe destacar a un joven Xavi Fernández que posteriormente desarrollaría una importante carrera en la ACB.
Como pasó años atrás con el fallido ascenso a Primera División, el ascenso a la antesala de la ACB no se pudo producir ya que hubo un desencuentro entre la caja de ahorros que sostenía todo el proyecto deportivo y el club, que acabó desembocando en un cese de relaciones entre ambas entidades, y por ende, en una segunda desaparición de la estructura profesional del club que obligaría a los sabadellenses a empezar desde lo más bajo del baloncesto catalán.

### Reformulación de la sección en los años 90
Tras una temporada sin equipo sénior masculino pero con muy buenos jugadores en categorías inferiores, el Club Natació Sabadell volvió a escalar posiciones desde Tercera Autonómica en 1990 hasta conseguir volver a la antigua Segunda Nacional (actualmente Copa Catalunya) en el 2001 de manera gradual. En este proceso de reformulación de la sección de baloncesto cabe destacar que se promocionó la creación de equipos femeninos que llevaron el baloncesto del club hasta niveles inéditos, destacando el ascenso a Primera ‘B’ en la temporada 1998-99 con un gran volumen de jugadoras formadas en la cantera, y un importante aumento de los equipos de formación, que anteriormente se iniciaban en categoría infantil pero que desde entonces se promueven desde la iniciación deportiva.
De esta época hay que hacer mención especial al hecho de que dos equipos femeninos consiguieron clasificarse para el Sector del Campeonato de España, quedándose a las puertas de acceder a la fase final, tanto en categoría júnior como infantil femenina en el año 1999.
También en estos años 90 se formaron muchos jugadores y jugadoras de buen nivel que acabaron teniendo una proyección nacional e internacional destacada, como son los casos de Quique Moraga, Oriol Junyent, Lucila Pascua, Mireia Navarrete, Jonathan Ramírez o Marta Ginés.

### La actualidad
Con una estructura deportiva asentada y con la promoción del deporte base como principal objetivo, lejos de aquellos intentos de ascender a categorías profesionales, en los años 2011-12 y 2012-13, la sección de baloncesto del Club Natació Sabadell dio apoyo al proyecto Sabadell Basquet que tuvo a su primer equipo en liga EBA durante dos temporadas y que pretendía unir los esfuerzos de algunos de los clubes de la ciudad para tener un proyecto potente en categoría sénior.
Como hecho relevante cabe destacar que en el junio de 2016 el equipo mini femenino de la sección se proclamó Campeón de Catalunya en un hito inédito en toda la historia de la sección de baloncesto del club, y que también lo hizo en Primera Autonómica masculina.

## Instalaciones
La sección de baloncesto del Club Natació Sabadell disputó durante buena parte de su historia sus partidos en las instalaciones del Club Natació Sabadell aunque también lo hizo en las Piscinas Municipales de Sabadell (desde finales de los 70 hasta el 2000) y en el Palacio de Deportes de Sabadell. En la actualidad concentra su actividad en el pabellón Les Naus del Club Natació Sabadell.

## Palmarés
- Campeonato de España de Segunda División Masculino (1)
  - 1987-88
- Campeonato de España de Tercera División Masculino (1)
  - 1972-73
- Campeonato de Catalunya de Primera Autonómica Masculino (4)
  - 2015-16, 1985-86, 1967-68, 1960-61
- Campeonato de Catalunya de Minibasket Femenino (1)
  - 2015-16

## Jugadores y entrenadores destacados
- César Galcerán
- Xavi Fernández
- Quique Moraga
- Oriol Junyent
- Lucila Pascua
- Mireia Navarrete
- Miriam Herrera
- Marta Ginés
- Jonathan Ramírez
- Xavi Ribero
- Xavi López
- Dennis Grey
- Miguel López Abril
- Josep Lluís